# Lys Mousset
Lys Mousset (ur. 8 lutego 1996 w Montivilliers) – francuski piłkarz występujący na pozycji napastnika w angielskim klubie Sheffield United oraz w reprezentacji Francji do lat 21. Wychowanek Le Havre.